# 前164年
| 千纪： | 前1千纪 |
| 世纪： | 前3世纪 \| 前2世纪 \| 前1世纪                                                                                         |
| 年代： | 前190年代 \| 前180年代 \| 前170年代 \| 前160年代 \| 前150年代 \| 前140年代 \| 前130年代                               |
| 年份： | 前169年 \| 前168年 \| 前167年 \| 前166年 \| 前165年 \| 前164年 \| 前163年 \| 前162年 \| 前161年 \| 前160年 \| 前159年 |
| 纪年： | 西汉汉文帝前元十六年                                                                                                  |

## 大事记
- 齊王劉則死後無子嗣位，齊王劉肥長子劉襄一支至此滅亡，漢文帝將劉肥諸子在世者六人同日封王，以楊虛侯劉將閭為齊王，安都侯劉志為濟北王，武成侯劉賢為菑川王，白石侯劉雄渠為膠東王，平昌侯劉卬為膠西王，扐侯劉辟光為濟南王。
- 韓王信之子韓頹當與信孫韓嬰以匈奴相國降漢。
- 淮南王劉安發明豆漿糕。
- 猶太人起義軍猶大·馬加比從塞琉古帝國手中奪回耶路撒冷，重建第二聖殿。

## 逝世
- 安條克四世，塞琉西帝國國王